# Ricky Portera
Ricky Portera, all'anagrafe Vincenzo Portera (Messina, 12 maggio 1954), è un chitarrista italiano.

## Biografia
Nato a Messina, si trasferisce con la famiglia a Modena due mesi dopo la sua nascita. Il primo approccio di Ricky Portera con il panorama musicale risale al luglio 1969, quando entra a far parte dei Club72, gruppo nato alcuni anni prima a Castelfranco Emilia del quale fanno parte Danilo Bastoni (tastiere), Augusto Menozzi (voce), Renato Tabarroni (percussioni), Gianni Suzzi (basso), Gabriele Mattioli (sax tenore e baritono), Dino Melotti (sax tenore) e Portera (chitarra solista). È fondatore con Gaetano Curreri degli Stadio, coi quali si è cimentato anche in vesti di cantante nei brani Un fiore per Hal (presente nel primo album del gruppo e nella colonna sonora di Borotalco) e La mattina (presente nel Q disc Chiedi chi erano i Beatles).
Storico collaboratore di Lucio Dalla, è stato anche chitarrista di Ron e altri autori italiani come Eugenio Finardi e Loredana Bertè. Dalla ha scritto e dedicato a Portera il brano Grande figlio di puttana, che divenne, nel 1982, il primo grande successo degli Stadio. Uscito dagli Stadio ha continuato la carriera di session man collaborando con Nek, Samuele Bersani, Massimo Bozzi, Robert & Cara (prodotti da Dalla). Ha partecipato al Festival di Sanremo nel 1996 al fianco di Paola Turci per il brano Volo così e nel 2006 con Anna Tatangelo per il brano Essere una donna. Nel 1990 realizza il suo primo album da solista omonimo. Al disco collaborano il sassofonista James Thompson e Giovanni Pezzoli degli Stadio.
Nel 1996 torna a lavorare con Dalla in studio e dal vivo, dopo quasi dieci anni di distacco. Nel 2007 esce il secondo album solista, Ci sono cose, nel quale riprende anche il classico degli Stadio Canzoni alla radio, scritta nel 1986 insieme a Luca Carboni. Per l'occasione ricompone il nucleo originale degli Stadio, Giovanni Pezzoli alla batteria, Marco Nanni al basso e Gaetano Curreri. Lo stesso anno riceve la cittadinanza onoraria di Mistretta, in provincia di Messina, paese di origine del padre. Su iniziativa di un'associazione giovanile locale, è stata inaugurata una scuola di chitarra per principianti e non, tenuta dallo stesso artista.
Ha svolto insieme al gruppo Custodie Cautelari un tour con sei chitarristi italiani; da questa esperienza è nato anche un CD live dal titolo La notte delle chitarre. Nell'aprile del 2010 ha partecipato come solista all'album Piano Car del compositore Stefano Ianne, insieme a Trilok Gurtu e a Nick Beggs dei Kajagoogoo. Ha poi affiancato Ianne nel tour di promozione dell'album. Sempre nel 2010 ha fatto parte del GIG (Genuine Italian Guitars) assieme a Luca Colombo, Maurizio Vercon e Peppe Scarciglia. Nel 2014 esce il cd "Fottili" (produzione discografica di Beppe Aleo per Videoradio) che vanta ospiti importanti quali Gaetano Curreri, Pino Scotto, Pierdavide Carone, Luca Madonia e altri. Nel 2016 esce il cd "Una sera con Lucio" (produzione discografica di Beppe Aleo per Videoradio)
Nel 2022 esce il cd - Perché io sò io... e voi non siete un cazzo  -produzione discografica di Beppe
Aleo- (Videoradio). Nel 2024 partecipa alla trilogia “Libidal” (La Cellula Records/Maxsound) di Davide Matrisciano, nel brano “Poltergeist Boom”, affiancato al basso da Leland Sklar.

## Strumentazione
Portera usa chitarre Ibanez (principalmente un modello costruito su sue specifiche nel 2006) e pick-up Seymour Duncan. Dalla chitarra, il segnale passa attraverso alcuni pedali, tra cui un Dunlop Manufacturing Cry Baby wah wah, un Digitech Whammy, un delay Akai Headrush E1, per passare ad effetti a rack, tra cui un TC Electronic G-Major, un Eventide Ultra-Harmonizer H3000 D/SX, e infine a un preamplificatore Advance The Missing Link, amplificatori Marshall Vintage Plexi e Reissue, Bogner Uberschall, e Steavens Poundcake 100MKI.

## Discografia

### Solista
- 1990 - Ricky Portera
- 2007 - Ci sono cose
- 2014 - Fottili (Videoradio)
- 2016 - Una sera con Lucio (Videoradio)
- 2022 - Perché io sò io... e voi non siete un cazzo (Videoradio)

### Con Lucio Dalla
- 1979 - Lucio Dalla
- 1979 - Banana Republic (con Francesco De Gregori)
- 1980 - Dalla
- 1981 - Q Disc
- 1983 - 1983
- 1986 - DallAmeriCaruso
- 1996 - Canzoni
- 1999 - Ciao
- 2001 - Luna Matana
- 2008 - LucioDallaLive - La neve con la luna
- 1996 - Ayrton

### Con gli Stadio
- 1982 - Stadio (ep)
- 1984 - La faccia delle donne
- 1984 - Chiedi chi erano i Beatles (ep)
- 1986 - Canzoni alla radio